# 仙岳医院
仙岳医院（厦门市精神卫生中心、厦门医学院附属仙岳医院），是中国福建省厦门市唯一一座精神病学专科三级甲等医院，由厦门市卫生健康委员会管理，是厦门医学院的附属医院之一。主导厦门市精神卫生领域的医疗、教研、预防康复、心理咨询和学术交流等工作。前身为1958年厦门市民政局筹建之精神病疗养院

## 历史
1958年，厦门市民政局筹建精神病疗养院。1960年开始收容病人，病床编制为150张，主要收容无依无靠、归宿政府救济对象的精神病患者。1974年疗养院改为厦门市精神病防治院，划归厦门市卫生局管辖，医院以防治为主，开展门诊工作。1985年易名厦门市仙岳医院。
2008年8月与南山疗养院（現仙岳醫院北區）合并，成为厦门市精神卫生中心。2022年因床位与患者有缺口等进行改擴建工程

## 相關事件及爭議
- 2009年07月22日，经过6年诉讼，49岁的吴女士经厦门市中级人民法院的判决证明不是“精神病人”，而进行强制“治疗”22天的仙岳医院则被判赔5万多元[3]。
- 2023年5月19日，在厦门工作的黄女士因办理健康证来到仙岳医院体检，期间遭到为她体检的60岁杨姓医生猥亵。报警后经厦门市公安局思明分局调查查明，认定该医生杨某军利用职务之便，在体检时，示意黄女士脱掉内衣，赤裸上身，并接触黄女士隐私部位的违法事实。根据《中华人民共和国治安管理处罚法》对杨某军处以行政拘留5日[4][5]。